# František Daněk
František Daněk (* 4. dubna 1953 Obrataň) je český sběratel izolátorů, bleskojistek a historických elektro zařízení.

## Život
Narodil se 4. 4. 1953 v Obratani na Pelhřimovsku. Od dětství sbírá izolátory a bleskojistky. Je celosvětově známým sběratelem.
Vlastní Muzeum izolátorů a bleskojistek, nacházející se ve vesnici Dvořiště, východně od Obrataně. Sbírka obsahuje exponáty z celého světa a je chráněna Ministerstvem kultury. Muzeum sídlí ve zrekonstruované budově bývalého mlýna.